# Musicsoldia
Albums de Pills
Electrocaïne
(1998)
Musicsoldia est le troisième album studio du groupe Pills, sorti en 2000 sur le label Island Records

## Liste des titres
| No  | Titre                        | Featuring           | Durée |
| --- | ---------------------------- | ------------------- | ----- |
| 1.  | The Way Of The Music Soldia  |                     |       |
| 2.  | I Preach To Party            | Gary MudBone Cooper |       |
| 3.  | April Sun                    |                     |       |
| 4.  | I Am Real                    |                     |       |
| 5.  | Insane Moves                 |                     |       |
| 6.  | Don't Let Ur Daughter Go Out |                     |       |
| 7.  | Music Soldia                 | Lee Scratch Perry   |       |
| 8.  | What Time Is Love            |                     |       |
| 9.  | Tomatoes Funk                |                     |       |
| 10. | It Should Be Better          |                     |       |
| 11. | Superstar                    |                     |       |
| 12. | She's Got Big T***           |                     |       |
| 13. | Rock'n Roll + Gangbangers    |                     |       |
| 14. | Full Of Stars                |                     |       |
| 15. | Outro                        |                     |       |